# Ophodni brod Triglav
Ophodni brod Triglav (slovenski patruljna ladja) novi je ratni brod Slovenske vojske. Riječ je o višenamjenski ratnom brodu klase Svetljak, odnosno izvoznoj inačici iz Projekta 10412, koji se osim u floti Ruske ratne mornarice nalazi i u floti Vijetnamske ratne mornarice. Brod je u slovenske teritorijalne vode doplovio u 21. studenog 2010. Triglav je drugi ratni brod Slovenske vojske - prvi je HPL-21 Ankaran.
Vrijednost ugovora za ovaj brod iznosi 35 milijuna američkih dolara, međutim Slovenci ga nisu platili, već su ga dobili od Rusije kao dio otplate klirinškog duga bivšeg SSSR-a. Oprema za upravljanje vatrom stajat će dodatnih 7,5 milijuna dolara, što će također biti otplaćeno iz klirinškog fonda.
Slovenska inačica opremljena je topom AK-306 promjera 30 milimetara, dvama gumenim čamcima, komorom za dekompresiju namijenjenu roniocima, dvjema strojnicama promjera 14,5 milimetara, ima 16 lakih protuzračnih raketnih sustava tipa Igla, radijski navođeni protubrodski raketni sustav Šturm i infracrvene mamce tipa PK-10. Slovenski ratni brod pokreće tri motora tipa 4000 njemačkog proizvođača MTU Friedrichshafen GmbH snage 2.880 kW svaki. Dugačak je 49 metara, a širok 9,2 metra.
Slovensko ministarstvo obrane potvrdilo je da će na jesen 2019. ophodnji brod Triglav otići na dvogodišnji remont zbog tehničkih problema.